# ويليام رالف مريديث
ويليام رالف مريديث هو محامي وقاضي وسياسي كندي، ولد في 31 مارس 1840 بكندا العليا، وتوفي في 21 أغسطس 1923 بمونتريال في كندا. حزبياً، نشط في حزب أونتاريو المحافظ التقدمي.

## مناصب
- انتخب Chief justice [الإنجليزية]‏ Court of Appeal for Ontario [الإنجليزية]‏ (1913 – ).
- انتخب كمستشار جامعة تورنتو.
- انتخب زعيم حزب أونتاريو المحافظ التقدمي ‏ (1878 – 1894).
- انتخب عضو برلمان مقاطعة أونتاريو (1872 – 1894).